# Mai 2009 en économie (activité humaine)
| • Chronologie générale de l'économie • |

| • Chronologie générale de l'économie • |

| Années de l'économie : 2006 - 2007 - 2008 - 2009 - 2010 - 2011 - 2012    |
| Décennies de l'économie : 1970 - 1980 - 1990 - 2000 - 2010 - 2020 - 2030 |

2009 en économie : Janvier Février Mars Avril Mai Juin Juillet
Août Septembre Octobre Novembre Décembre

## Chronologie

### Vendredi1ermai 2009
- Bolivie : Le président Evo Morales annonce la nationalisation d'une filiale du groupe britannique British Petroleum, « AirBP », spécialisée dans l'approvisionnement des avions en kérosène et propriétaire de 12 centres de services et de ravitaillement en kérosène aux aéroports de La Paz, Santa Cruz, Cochabamba, Tarija, Beni et Pando. Le président a aussi récemment indiqué qu'il réfléchissait également à la nationalisation de l'industrie électrique du pays, actuellement entre les mains d'entreprises privées européennes.

- Japon :
  - Le taux de chômage est à 4,8 % en mars, son niveau le plus élevé depuis trois ans.
  - Retour vers la déflation, une première depuis septembre 2007, avec une baisse des prix de 0,1 % sur un an.
  - La première banque japonaise, Mitsubishi UFJ Financial Group (MUFG), estime avoir subi une perte nette de 260 milliards de yens (2 milliards d'euros) pour l'exercice mars 2008-2009, alors qu'il espérait rester dans le vert.

### Dimanche3 mai 2009
- Italie : Le groupe Fiat confirme être en négociations avec General Motors pour acquérir Opel, filiale européenne du constructeur américain. L'objectif de ces discussions est de former un nouveau groupe automobile comprenant dont Fiat a acquis cette semaine une partie du capital, Fiat, Alfa Roméo et Ferrari.

### Lundi4 mai 2009
- États-Unis : L'assureur américain AIG, sauvé de la faillite immédiate par les pouvoirs publics, annonce la vente de son siège au Japon pour environ 1 milliard de dollars; un immeuble de 15 étages situé en plein centre de Tokyo. AIG a reçu plus de 170 milliards de dollars d'aide fédérale et doit céder des actifs pour rembourser l'État fédéral américain.

- Italie :  Le groupe automobile Fiat se déclare également intéressé par le constructeur suédois Saab, autre filiale à vendre de General Motors. L'ensemble de ces deux nouvelles acquisitions serait fusionné dans une nouvelle société qui regrouperait donc Opel, Vauxhall, Saab et Chrysler.

- Roumanie : Le Fonds monétaire international octroie un prêt de 12,9 milliards d'euros à la Roumanie. L'accord de confirmation (« stand-by arrangement »), d'une durée de 24 mois, doit permettre au pays « d'amortir le choc provoqué par une chute marquée des flux de capitaux résultant de la crise financière internationale ». Ce prêt d'une ampleur est tout à fait considérable dans la mesure où son montant représente 1,111 % du quota roumain. Une première tranche de 4,9 milliards est mise immédiatement à la disposition des autorités de Bucarest.

- Union européenne :
  - La Commission européenne indique s'attendre à une perte de 8,5 millions d'emplois en 2009 et en 2010 dans l'UE. Elle table sur une forte hausse du taux de chômage à 9,9 % en zone euro cette année, puis à 11,5 % en 2010, avec des pointes à 20,5 % en Espagne l'an prochain, et 12,1 % en Irlande.
  - Jean-Claude Juncker, chef de file des ministres des Finances de la zone euro, pronostique « une crise sociale » en Europe, du fait de la forte hausse attendue du chômage, et exhorté les entreprises à éviter les « licenciements massifs et prématurés » en ayant recours en priorité au chômage partiel en cas de difficulté, et à faire preuve « de responsabilité sociale » : « Tous les efforts doivent être orientés vers l'encadrement social et économique de cette situation", a-t-il ajouté, en invitant les gouvernements à amortir le choc pour les salariés appelés à perdre leur emploi ».

### Mardi5 mai 2009
- Canada : L'organisation nationale des Inuits se déclarant « atterrée » par la décision de l'Union européenne de fermer ses marchés aux produits tirés du phoque est appelle le premier ministre Stephen Harper à tenir son engagement de porter plainte devant l'Organisation mondiale du commerce.

- États-Unis : Selon le président de la Réserve fédérale, Ben Bernanke, évoquant de timides signes d'amélioration de l'économie américaine, notamment dans les secteurs des ventes immobilières et d'automobiles, les États-Unis pourraient sortir de récession au cours de l'année 2009. Cependant, de nombreux experts estiment que l'économie américaine continuera de se contracter entre avril et juin dans une fourchette de 2 à 2,5 %, soit un taux plus faible que les 6,3 % enregistré lors du dernier trimestre 2008.

- Inde : Le groupe Tata Motors annonce avoir reçu, depuis son lancement en mars, plus de 200 000 commandes fermes et payées d'avance pour la Nano, la voiture la moins chère du monde. Les 100 000 premières voitures seront attribués aléatoirement. Avec cette voiture, le PDG du groupe Ratan Tata a affirmé vouloir offrir « un moyen de transport sûr, accessible à tous et utilisable par tous les temps », alors que de nombreux accidents mortels impliquent des deux roues dans le pays.

- Italie : La police financière annonce avoir saisi plus de 300 millions d'euros de biens immobiliers et financiers dans la région de Palerme, appartenant à des membres présumés ou des prête-noms de la mafia sicilienne, Cosa Nostra. L'enquête a porté sur environ 70 sociétés et personnes physiques, et « les biens saisis représentent les produits illégaux des activités mafieuses ». Parmi les biens saisis on trouve des terrains, des villas, des appartements, des sociétés, des locaux commerciaux et des comptes en banques à Palerme et dans ses environs.

- Mexique : La ministre des Finances, Agustin Carstens estime que la grippe H1N1 va coûter « 30 milliards de pesos » (2,3 milliards de dollars) au Mexique à cause de la crise sanitaire qui entraîne la fermeture des commerces et la chute des recettes touristiques, et devrait causer un ralentissement compris entre « 0,3 et 0,5 % » du produit intérieur brut. Le PIB mexicain devrait accuser une forte baisse cette année, à la suite de la dévaluation du peso qui a perdu 50 % de sa valeur par rapport au billet vert. Le gouvernement va distribuer par l'intermédiaire des banques une enveloppe de crédit allant jusqu'à 380 millions de dollars pour les entreprises.

- Union européenne : Le président français Nicolas Sarkozy, dans son discours sur l'Europe, brandit la menace d'une taxe carbone pour lutter contre le « dumping écologique » : « La France se battra aux côtés de ses 26 partenaires européens pour obtenir un accord mondial ambitieux dans le changement climatique [...] Mais je le dis solennellement, il n'est pas question d'imposer à nos entreprises des règles très contraignantes en matière d'environnement et d'accepter que l'on continue d'importer en Europe des produits de pays qui ne respectent pas ces règles [...] Face aux pays qui refuseraient de jouer le jeu de la protection de l'environnement, la France se battra pour l'instauration d'une taxe carbone aux frontières de l'Europe qui permettra à l'Europe de faire face au dumping écologique ».

### Mercredi6 mai 2009
- France : Selon l'INSEE, environ 7,9 millions de personnes vivaient en dessous du seuil de pauvreté en France en 2006, soit 13,2 % de la population, contre 11,7 % en 2004. En 2006, une personne vivant seule était qualifiée de pauvre quand son revenu disponible était inférieur à 880 euros par mois et à 1 320 euros pour un couple sans enfant.

- Union européenne : L'avionneur Airbus annonce qu'il allait changer son calendrier de livraisons d'A380 en 2009/2010 « en raison de la crise économique et aéronautique actuelle et à la suite de demandes spécifiques de report des clients », ce qui signifie des reports de livraisons pour 14 appareils double-pont en 2009 (contre 18 prévus) et « plus de 20 » en 2010. Le constructeur confirme à nouveau son intention de réduire les cadences de production des appareils de la famille A320 de 36 à 34 exemplaires par mois à partir d'octobre prochain. Alors que les cadences de production des appareils de la famille A330/A340 sont pour l'heure de 8,5 appareils par mois. Cependant, Airbus confirme son objectif de livrer en 2009 « sensiblement le même nombre d'appareils » qu'en 2008 (483 appareils).

### Jeudi7 mai 2009
- République du Congo : Le groupe pétrolier américain Chevron annonce une nouvelle découverte de pétrole dans le permis de Moho-Bilondo, situé au large du Congo et exploité avec le français Total (53,5 %) et la Société nationale des pétroles du Congo (15 %). Le puits de Moho Nord Marine-4, situé à 75 kilomètres des côtes, profond de 4,2 kilomètres, présente du brut « de haute qualité » et affiche une capacité de production de 8 100 barils par jour.

### Vendredi8 mai 2009
- Brésil : En avril 2009, la Chine devient le premier partenaire commercial du Brésil détrônant pour la première fois les États-Unis. Après trois siècles d'hégémonie coloniale portugaise, la Grande-Bretagne avait pris le relais au début du XIXe siècle, en profitant de l'ouverture des ports de l'Empire brésilien aux puissances maritimes étrangères, puis avait été remplacé par les États-Unis dans les années 1930.

- États-Unis :
  - Le taux de chômage atteint 8,9 % en avril 2009 avec 539 000 emplois perdus dans le mois.
  - Le constructeur automobile General Motors annonce la délocalisation d'un nombre important d'emplois au Mexique, en Chine et en Corée du Sud dans le cadre de sa restructuration drastique. Le nombre de véhicules, vendus aux États-Unis et construits à l'étranger avec un coût de main d'œuvre inférieur, devrait passer de 15 % à 23 % sur cinq ans. Selon The Post, cette décision risque de provoquer une levée de boucliers et des remous politiques après les plus de 15 milliards de dollars d'aides gouvernementales octroyées au constructeur, notamment pour sauvegarder des emplois aux États-Unis. Le coût du travail pour un ouvrier de l'industrie automobile revient en moyenne à 54 dollars de l'heure aux États-Unis, à 22 dollars en Corée du Sud, 10 dollars au Mexique et 3 dollars en Chine, pour le même travail.
  - L'opérateur téléphonique AT&T annonce la signature d'un accord avec son concurrent Verizon Wireless pour racheter 2,35 milliards de dollars d'actifs après l'acquisition par ce dernier du réseau Alltel. Ces actifs comprennent des licences, des installations de réseaux et 1,5 million d'abonnés dans 79 régions rurales réparties dans 18 États américains. Des travaux de modernisation du réseau seront faits.

- Japon : Le constructeur automobile Toyota annonce une perte nette de 436,9 milliards de yens (3,3 milliards d'euros) pour l'exercice mars 2008-2009 clos fin mars, pire que celle qu'il prévoyait.

### Dimanche10 mai 2009
- Afrique du Sud : Le ministre des Finances Trevor Manuel prend la tête d'une nouvelle Commission nationale du Plan, chargée de la définition de stratégies politiques auprès de la présidence. Cette commission est créée dans le cadre d'une restructuration destinée à améliorer les performances du gouvernement. Trevor Manuel, considéré comme l'artisan du décollage économique de l'Afrique du Sud post-apartheid a comme objectif de « parvenir à un développement social et économique visible au cours des cinq années » du mandat du président Jacob Zuma.

- Islande : Le nouveau gouvernement, dans sa déclaration de politique générale, annonce vouloir soumettra au vote du parlement une demande de candidature à l'Union européenne si possible avant juillet. D'autre part, le nouveau gouvernement annonce un retour à l'équilibre budgétaire du pays en 2013 et une série de mesures pour restructurer le secteur bancaire et relancer l'économie. Dans le même temps le gouvernement compte mettre en œuvre « un ambitieux plan de création d'emplois et d'innovation pour rétablir la position de l'Islande parmi les pays les plus énergiques et compétitifs du monde à l'horizon 2020 » et envisage aussi d'assouplir le contrôle des changes, réorganiser le secteur des entreprises de pêche, négocier un pacte de stabilité avec les partenaires sociaux, nommer un nouvel exécutif à la tête de la Banque centrale.

### Lundi11 mai 2009
- Les 10 grandes banques centrales mondiales, réunies à Bâle au siège de la Banque des règlements internationaux (BRI), la « banque centrale des banques centrales », estiment que l'économie mondiale s'approche d'un « point d'inflexion » et que la baisse du Produit intérieur brut mondial « ralentit ».

- Espagne : Le rapport de stabilité financière de la Banque d'Espagne, rendu public, établit que les crédits douteux de l'ensemble du secteur financiers — essentiellement liés à l'éclatement de la bulle immobilière — sont en forte augmentation, atteignant 73,9 milliards d'euros fin avril (soit un taux d'impayés de 4,1 %, quatre fois plus élevé qu'à la même époque de 2008). La gravité de la récession et la flambée du chômage provoquent cette envolée des impayés et l'Espagne commence à douter de la solidité de son système bancaire, qui a déjà essuyé la crise internationale des subprimes — les crédits hypothécaires à risque — à l'automne 2008, mais que la récession commence à fissurer.

- États-Unis : Le constructeur automobile Ford Motor annonce le lancement d'une augmentation de capital, prévoyant l'émission de 300 millions d'actions nouvelles, qui marque encore un peu plus la différence avec ses rivaux en détresse General Motors et Chrysler.

- Royaume-Uni :
  - Le Royaume-Uni envisage d'annuler sa commande de 88 avions de combat européen Eurofighter dans le cadre de la troisième tranche de livraison — comprenant 236 avions pour tous les partenaires — ce qui l'obligerait à payer plus de deux milliards de livres (2,3 milliards d'euros) de pénalités. Le Royaume-Uni a déjà bénéficié d'un accord de ses partenaires pour compter dans son contingent 72 appareils commandés par l'Arabie saoudite[1].
  - Accord entre le français EDF et le britannique Centrica sur le rachat par Centrica de 20 à 25 % détenus par EDF dans British Energy depuis septembre 2008 contre les 51 % détenus par Centrica dans la société belge SPE.

### Mardi12 mai 2009
- Chine : Selon les Douanes, les exportations ont chuté de 22,6 % en glissement annuel en avril, enregistrant le sixième mois consécutif de baisse.

- Espagne : Le chef du gouvernement socialiste José Luis Zapatero annonce un plan de réduction des dépenses de l'État en 2009 pour un montant de 1 milliard d'euros, s'inscrivant dans la continuité d'un précédent tour de vis budgétaire de 1,5 milliard d'euros annoncé en février : « 2,5 milliards d'euros pour un seul exercice, c'est le plus gros effort d'austérité budgétaire jamais réalisé en démocratie » depuis la fin du régime franquiste en 1975. La première tranche de réduction annoncée en février avait frappé tous les ministères et toutes les dépenses, à quelques exceptions près comme les salaires des fonctionnaires, la protection sociale, et les fonds alloués à la relance de l'économie dans le cadre du plan de relance espagnol.

- États-Unis :
  - Selon le président de la Réserve fédérale américaine, Ben Bernanke, le risque de déflation « s'éloigne » aux États-Unis, bien que la conjoncture rend la situation « très difficile » pour le maintien de la stabilité des prix.
  -  Californie : Le gouverneur Arnold Schwarzenegger met en garde les membres du parlement de l'État contre un possible dérapage budgétaire de 21,3 milliards de dollars dû à la crise : « Les temps sont très difficiles [...] la Californie, pour la première fois depuis 1938, pourrait enregistrer une baisse des revenus des ménages [...] la grave crise économique que connaît la Californie, comme le reste du pays, a considérablement empiré ». En février, la Parlement avait voté un ajustement budgétaire destiné à éponger un déficit de 42 milliards de dollars en limitant les dépenses publiques et en augmentant certains impôts.

- Japon : Le constructeur automobile Nissan Motor annonce une perte nette de 233,7 milliards de yens (1,62 milliard d'euros) pour l'exercice mars 2008-2009, la première depuis que Carlos Ghosn est devenu PDG du groupe.

### Mercredi13 mai 2009
- Afrique : selon le président de la Commission de l'Union africaine, Jean Ping, la crise économique mondiale, qui frappe durement l'Afrique, constitue une « question de vie ou de mort » sur le continent le plus pauvre du monde : « Si dans les pays développés, la crise se traduit par des pertes d'emplois, dans les nôtres, c'est une question de vie ou de mort, avec en particulier les risques de multiplication des conflits et de crises qui menacent la paix mondiale ». Ces propos ont été tenus lors de l'ouverture de la 44e assemblée annuelle de la Banque africaine de développement qui se tient à Dakar jusqu'à jeudi.

- Union européenne : La Commission européenne inflige une amende record de 1,06 milliard de dollars au leader Intel pour abus de position dominante. La Commission européenne a sanctionné Intel pour des pratiques commerciales jugées illégales, notamment ses ristournes aux fabricants d'ordinateurs qui s'engageaient en retour à acheter leurs processeurs uniquement auprès d'Intel (77,3 % du marché mondial), écartant de facto les autres fabricants de puces, dont AMD. Le fabricant américain de microprocesseurs AMD, no 2 mondial du marché, salue cette décision qu'il considère comme « une étape importante dans la mise en place d'un marché véritablement concurrentiel » et se dit « impatient de quitter un marché que dominait Intel pour un marché dominé par les clients »[2].

- Union européenne /  États-Unis : Les deux zones commerciales signent un accord pour régler leur différend commercial sur le bœuf américain, ce qui signifie l'abandon des sanctions que Washington envisageait contre le roquefort. En échange d'un accès accru et non taxé au marché européen pour la viande bovine américaine dite « de qualité », à hauteur de 20 000 tonnes pendant trois ans puis 45 000 tonnes ensuite, l'UE a obtenu de pouvoir continuer à bannir sur son territoire la viande d'animaux traités aux hormones de croissance[3].

### Vendredi15 mai 2009
- Chine : La troisième économie mondiale est devenue un pollueur majeur de la planète mais, en tant que pays en développement, ne s'est pas vu fixer d'objectifs contraignants par le protocole de Kyoto, dont le sommet de Copenhague doit fixer la suite en décembre. Sur la période 2006-2010, le gouvernement avait fixé pour but une réduction de 4 % de sa consommation d'énergie par unité de PIB, sans avoir atteint cet objectif annuel pour le moment. Cependant, la Chine continue de penser qu'en matière de lutte contre le réchauffement climatique, la balle est dans le camp des pays développés, et appelle dans un document qu'elle doit envoyer aux Nations unies, les nations développées à réduire leurs émissions de gaz à effet de serre et à aider les pays en développement.

- Japon : Le groupe d'électronique et d'électroménager Panasonic (ex Matsushita) annonce une perte nette de 379 milliards de yens (2,9 milliards d'euros) pour l'exercice mars 2008-2009, déficit dû à une chute de ses ventes et profits et à des mesures de restructuration. Panasonic avait annoncé en février qu'il allait supprimer 15 000 emplois dans le monde et fermer 27 usines.

### Lundi18 mai 2009
- Chine : 
  - Le premier Airbus A320, assemblé hors d'Europe sur la chaîne d'assemblage final d'Airbus à Tianjin (120 km de Pékin), a effectué son premier vol et devrait être livré en juin à une compagnie chinoise, Dragon Aviation Leasing et exploité par Sichuan Airlines. La cadence de production de la ligne d'assemblage doit augmenter jusqu'à quatre appareils par mois d'ici à fin 2011.
  - Le président brésilien, Luiz Inacio Lula da Silva, est arrivé à Pékin avec une délégation de 240 hommes d'affaires pour une visite centrée sur les échanges commerciaux avec la Chine et la promotion d'un « nouvel ordre économique et une nouvelle politique commerciale dans le monde ». La Chine est devenue le premier partenaire commercial du Brésil, détrônant  les États-Unis. Le président Lula veut promouvoir les intérêts brésiliens dans le pétrole, l'aéronautique et la technologie des agrocarburants automobiles, il veut aussi proposer de libeller les échanges commerciaux dans les monnaies des deux pays, contournant ainsi le dollar. Il estime que le partenariat stratégique établi entre le Brésil et la Chine depuis 1993 « pourrait [...] mener à un nouveau paysage mondial sur le plan économique, scientifique et commercial au XXIe siècle ».

- Nigeria : Le Mouvement pour l'émancipation du delta du Niger (MEND) ordonne le blocage de toutes les routes maritimes utilisées par l'industrie pétrolière afin d'étrangler la principale activité économique du pays : « Nous avons ordonné le blocage des voies maritimes essentielles, empruntées par les navires pour les exportations de gaz et de pétrole brut et pour l'importation de produits raffinés [...] Cela signifie que désormais, ces bateaux empruntent ces voies à leurs risques et périls ».

- Union européenne : Le commerce extérieur de la zone euro a enregistré en mars un excédent de 0,4 milliard d'euros, après un déficit de 1 milliard en février, selon l'office européen des statistiques.

### Mardi19 mai 2009
- Japon : Le fabricant de téléphones mobiles Sony Ericsson, coentreprise entre le japonais Sony et le suédois Ericsson, en lourde perte, a besoin de lever au moins 100 millions d'euros cette année. En avril, Sony Ericsson avait annoncé la suppression de 2 000 emplois supplémentaires. Sur l'exercice mars 2008-2009, la perte serait de 73 millions d'euros contre un bénéfice de 1,1 milliard lors de l'exercice précédent, et avec un chiffre d'affaires en baisse d'un tiers. Depuis quelques années, Sony Ericsson tente de se développer dans les pays émergents pour réduire sa dépendance vis-à-vis du marché européen, proche de la saturation, mais a pâti de la crise qui a réduit la demande.

### Mercredi20 mai 2009
- FMI : Le Fonds monétaire international met en  garde contre un relâchement de la vigilance face à la crise, s'inquiétant des risques d'aggravation et estimant que « ce n'est absolument pas le moment d'être complaisant ». Les pays émergents devraient être à l'avant-garde de  la sortie de la récession actuelle, suivis par les nations développées, lesquelles devraient voir leur économie redémarrer à partir de 2010. Toutefois, il ne faut pas s'attendre à ce que les consommateurs se ruent de  nouveau en masse dans les commerces comme ils ont pu le faire lors de  précédentes périodes de reprise. La demande dans certains pays avancés comme les États-Unis pourrait ne pas  se redresser aussi vigoureusement que par le passé[4].

- Union européenne :
  - Selon le président exécutif du groupe EADS, Louis Gallois, chaque année il manque « 3 000 à 3 500 ingénieurs » dans l'aéronautique en Europe, souhaitant un effort en matière de recherche et d'éducation et estimant qu'en matière de recherche, « la crise pourrait être l'occasion d'exprimer une ambition européenne industrielle forte, et pas seulement dans la défense. C'est le moment d'engager de grands programmes européens. Les sujets de manquent pas: voiture électrique; nanotechnologies, confinement du CO2, l'homme dans l'espace ou les drones militaires »[5].
  - L'European Milk Board (EMB, syndicat européen du lait) et l'Organisation des producteurs de lait (OPL) menacent de faire « la grève européenne du lait » si une politique laitière n'était pas mise en place « très rapidement » au sein de l'Union européenne.
  - Le patron d'Airbus, l'Allemand Thomas Enders, est entendu par la brigade financière à Paris dans le cadre de l'affaire de délits d'initiés présumés de sa maison mère EADS. Il a vendu 50 000 actions EADS issues de ses stock-options en novembre 2005 pour environ 711 750 euros. Au total, 17 dirigeants anciens et actuels d'EADS (neuf Français, quatre Allemands, deux Américains, un Finlandais et un Britannique) sont mis en cause par l'Autorité des marchés financiers (AMF), le gendarme français de la Bourse, sur les conditions dans lesquelles ils ont cédé des stock-options entre 2005 et 2006 qui leur ont rapporté d'importantes plus-values. Ils sont soupçonnés d'avoir bénéficié d'informations privilégiées sur la situation du groupe. Informations qui leur auraient permis de vendre leur titre au cours le plus élevé et donc de s'enrichir personnellement. Il y a déjà eu 5 inculpations dans ce dossier[6].

### Vendredi22 mai 2009
- AIE : Selon l'Agence internationale de l'énergie, la demande mondiale d'électricité devrait baisser de 3,5 % en 2009 pour la première fois depuis 1945, en raison de la crise économique. « Les investissements dans les énergies renouvelables, qui ont augmenté chaque année au cours des dix dernières années, devraient baisser de 38 % en 2009 » ; un recul qui s'explique par « la baisse des prix du pétrole et du gaz et par les difficultés des entreprises à trouver des crédits ». Les dépenses prévues dans les plans de relance des pays du G20 pour accroître les énergies renouvelables ne sont pas suffisantes face au défi du réchauffement climatique ; « ces dépenses devraient être six fois supérieures à ce qui est prévu si l'on veut efficacement répondre à ce défi », selon l'Agence[7].

- Union européenne : À l'issue du sommet bi-annel avec l'Union européenne, organisé à Khabarovsk, le président Dmitri Medvedev  a mis en garde contre une nouvelle guerre du gaz, émet « des soutes sur les capacités de paiement de l'Ukraine » pour ses achats de gaz russe  et soulignant l'« intérêt » des pays européens à « garantir » leur « sécurité énergétique » : « Dans cette situation, les partenaires aident leurs partenaires, et nous sommes prêts à aider l'État ukrainien mais nous aimerions que l'UE assure une partie significative de ce travail ». Selon le président de la Commission européenne José Manuel Barroso, le sommet n'a guère progressé sur les moyens, les nouvelles mesures à prendre doivent reposer sur la Charte de l'Énergie dont Moscou ne veut pas entendre parler.

### Samedi23 mai 2009
- Union européenne : Le président de la Banque centrale européenne, Jean-Claude Trichet, à l'issue d'une réunion à Rome du « Groupe des 30 » qui rassemble des banquiers centraux et des personnalités du monde de la finance, a réitéré que la chute du produit intérieur brut dans le monde développé était en train de ralentir, la reprise étant attendue en 2010, « les chiffres positifs vont apparaître dans le courant de l'année prochaine », estimant que « les banques centrales existent pour assurer la stabilité des prix qui est un élément crucial pour la confiance » sur les marchés.

### Dimanche24 mai 2009
- Banque mondiale : Le président de la Banque mondiale, Robert Zoellick, estime que la crise mondiale pourrait déboucher sur une « grave crise humaine et sociale, avec des implications politiques très importantes », si des mesures adéquates ne sont pas prises à temps : « Ce qui a commencé comme étant une grande crise financière et est devenu une profonde crise économique, dérive aujourd'hui en une crise du chômage [...] Si l'on crée des infrastructures qui mettent les gens au travail, cela peut être un moyen d'associer des défis à court terme à des stratégies à long terme ». La reprise économique « va être de faible intensité pendant une période prolongée » et « le chômage va continuer à augmenter » soulignant que la « probabilité d'une Grande Dépression est faible, mais jamais nulle »[8].

### Lundi25 mai 2009
- Gabon : La France fait un don de 700 000 euros pour préparer des projets de l'Agence française de développement au Gabon. Il servira à financer des études de faisabilité dans le domaine des infrastructures, notamment le barrage hydro-électrique de Ngoulmendjim, dans la région de l'Estuaire où est située Libreville.

- Nigeria : Des combattants du Mouvement pour l'émancipation du delta du Niger ont détruit plusieurs tronçons importants de pipelines, dans le but d'« entraîner l'assèchement de l'approvisionnement du réservoir de stockage de Chevron dans le Delta ».

### Mardi26 mai 2009
- Afrique du Sud : Le pays, première puissance économique d'Afrique, est officiellement entrée en récession au premier trimestre 2009, pour la première fois en 17 ans. Son produit intérieur brut a reculé de 6,4 % par rapport au trimestre précédent. Au dernier trimestre 2008, le pays avait déjà enregistré une croissance négative (-1,8 %). La contraction du PIB est plus importante que prévu (-3,9 %).

- Japon : Le groupe des technologies de l'image Nikon annonce la suppression de 1 000 postes (dont 200 à l'étranger) dans le cadre d'une réorganisation de filiales, afin d'économiser 8 milliards de yens (62 millions d'euros) sur ses coûts fixes annuels.

- Russie : Selon le vice-ministre du Développement économique, Andreï Klepatch, la Russie est très dépendante de ses exportations d'hydrocarbures et a vu son PIB chuter de 10,5 % en avril.

- Ukraine : La première ministre Ioulia Timochenko signe à Tripoli avec le premier ministre libyen Baghdadi Mahmoudi une série d'accords de coopération dans les domaines du nucléaire civil et de la défense. Le premier accord porte sur la coopération dans le domaine de l'utilisation pacifique de l'énergie nucléaire. L'Ukraine compte quatre centrales nucléaires qui produisent environ la moitié de son électricité consommée. Trois autres accords ont été signés dans les domaines de la défense, de la protection des informations secrètes et de l'enseignement supérieur. Ioulia Timochenko souhaite diversifier les sources d'approvisionnements en pétrole et de gaz de l'Ukraine, et propose à la Libye de construire une raffinerie de pétrole d'une capacité de 10 millions de tonnes par an dans le port d'Odessa pour alimenter un réseau de stations-services. Elle a également proposé à la Libye une coopération dans les domaines aéronautique et agricole, affirmant avoir préparé 17 projets d'accord dans plusieurs domaines, qui devraient être signés lors d'une prochaine réunion en Ukraine. Les deux pays affirment par ailleurs être prêts à supprimer les visas d'entrée pour les ressortissants des deux pays, afin de stimuler les investissements[9].

### Jeudi28 mai 2009
- Bureau international du travail : L'organisation annonce que le nombre de chômeurs dans le monde en crise pourrait atteindre le chiffre record de 239 millions de personnes à la fin 2009, alors que le marché du travail mondial a continué de se détériorer depuis le début de la crise financière, constituant un record absolu, ce qui correspond à un taux de chômage mondial de 7,4 %. Les pays développés devraient porter le plus lourd tribut de la montée actuelle du chômage mondial, avec « 35 à 40 % de la hausse totale » alors qu'ils « ne représentent que 16 % de la main d'œuvre globale »[10].

### Vendredi29 mai 2009
- Inde : La croissance de l'économie indienne a atteint 5,8 % entre janvier et mars pour s'établir à 6,7 % sur l'ensemble de l'année financière 2008-2009, soit un net ralentissement après les 9,0 % de croissance enregistrés un an plus tôt.

- Islande : Le chef de la mission du FMI en Islande juge « très risquée » une nouvelle baisse des taux d'intérêt, au terme d'une visite de neuf jours dans l'île, dont le système financier s'est effondré en octobre dernier.

- Japon : Le taux de chômage atteint 5,0 % au Japon qui a aussi poursuivi son retour à la déflation, avec une baisse des prix à la consommation hors produits frais de 0,1 % par rapport à ceux du mois d'avril 2008.

- Russie : Le premier ministre Vladimir Poutine propose à l'Union européenne de créer un pool international pour financer les achats de gaz russe par l'Ukraine et éviter ainsi une nouvelle crise gazière.

- Union européenne : Le groupe Hewlett-Packard, premier fabricant mondial d'ordinateurs, annonce un plan de suppressions de 6 400 postes dans le monde dont beaucoup dans les sites européens du groupe.